# O Anarquista
O Anarquista foi um periódico mensal produzido em Londres, Inglaterra, entre 1885-1888. Henry Albert Seymour, um dos principais anarquistas individualistas da época foi o editor ao longo de sua produção. O Anarquista é notável por ser o primeiro periódico anarquista em língua inglesa na Grã-Bretanha. O jornal foi impresso em Londres, embora a idéia e planejamento inicial ocorressem em Tunbridge Wells, Kent. Seymour viveu em Tunbridge Wells até o início de 1885, e não há correspondência entre George Bernard Shaw e Seymour discutindo a primeira edição, o que mostra que Seymour ainda vivia em Tunbridge Wells, quando a primeira edição estava sendo preparada.